# 670 Ottegebe
670 Ottegebe је астероид главног астероидног појаса. Приближан пречник астероида је 34,07 ,
а средња удаљеност астероида од Сунца износи 2,804 астрономских јединица (АЈ).
Инклинација (нагиб) орбите у односу на раван еклиптике је 7,533 степени, а орбитални период износи 1715,341 дана (4,696 године). Ексцентрицитет орбите астероида износи 0,192.
Апсолутна магнитуда астероида износи 9,80 а геометријски албедо 0,183.
Астероид је откривен 20. августа 1908. године.